# Chứng khó nuốt
Chứng khó nuốt là chứng bệnh về triệu chứng khó nuốt. Mặc dù được phân loại theo "các triệu chứng và dấu hiệu" trong ICD-10, thuật ngữ này đôi khi được sử dụng như một điều kiện theo ý riêng của nó. Những người bị dysphagia đôi khi không biết về việc có nó.
Chứng khó nuốt có thể là một cảm giác thấy thức ăn khó nuốt hơn và việc nuốt trở nên khó khăn thông qua các chất rắn hoặc chất lỏng từ miệng đến dạ dày,  thiếu cảm giác họng hoặc nhiều bất cập khác của cơ chế nuốt. Chứng khó nuốt phân biệt với các triệu chứng khác bao gồm odynophagia, được định nghĩa là nuốt khó chịu, và globus, đó là cảm giác một cục u trong cổ họng. Một người có thể bị khó nuốt mà không bị đau bụng (rối loạn chức năng mà không đau), odynophagia không có khó nuốt (đau không rối loạn chức năng) hoặc cả hai cùng nhau. Một dysphagia tâm lý được gọi là phagophobia.